# Жозеф Луј Лагранж
Жозеф-Луј Лагранж (фр. Joseph-Louis, comte de Lagrange; Торино, 25. јануар 1736 — Париз, 10. април 1813) је био италијанско-француски математичар и астроном, који је дао важан допринос на свим пољима анализе и теорије бројева као и класичне и небеске механике. Сматра се највећим математичарем 18. века. Говорило се да је могао на својим папирима да пише без и једне грешке.
Године 1766, на препоруку Ојлера и д'Аламбера, Лагранж је наследио Ојлера на месту директора математике Пруске академије наука у Берлину, где је остао више од двадесет година. За то време Лагранж је продуковао неколико радова и освајио неколико награда Француске академија наука. Лагранжова расправа Аналитичка механика (фр. Mécanique Analytique, 4 издања, 2 тома), написана у Берлину и први пут објављена 1788. године, понудила је најбољи и свеобухватан третман класичне механике још од Њутна и формирала основу за развој математичке физике у деветнаестом веку.

## Биографија

### Ране године
Прворођенче од једанаесторо деце као Гиусепе Лодовико Лагрангија, Лагранж је био италијанског и француског порекла. Његов прадеда по оцу био је француски коњички капетан, чија породица потиче из француске регије Тур. Након што је служио под Лујем XIV, ступио је у службу Карла Емануела II, војводе од Савоје, и оженио се са Конти из племићке римске породице. Лагранжов отац, Ђузепе Франческо Лодовико, био је доктор права на Универзитету у Торину, док је његова његова мајка била једино дете богатог доктора из Камбијана, на руралном пределу Торина. Он је одгајан као римокатолик (али је касније постао агностик).
Његов отац, који је био задужен за краљев војни сандук и био је благајник Канцеларије јавних радова и утврђења у Торину, те је требало да задржи добар друштвени положај и богатство, али пре него што је његов син одрастао, изгубио је већину своје имовине у спекулацијама. Његов отац је за Лагранжа планирао каријеру адвоката, и свакако изгледа да је Лагранж то вољно прихватио. Студирао је на Универзитету у Торину и омиљени предмет му је био класични латински. У почетку није имао велики ентузијазам за математику, сматрајући грчку геометрију прилично досадном.
Тек у својој седамнаестој години показао је интерес за математику – његово интересовање за ову тему први је побудио рад Едмонда Халеја из 1693. године на који је случајно наишао. Сам и без помоћи бацио се на математичке студије; на крају једногодишњег непрекидног рада већ је био свршен математичар. Чарлс Емануел III је именовао Лагранжа да служи као „Sostituto del Maestro di Matematica“ (доцент математике) на Краљевској војној академији за теорију и праксу артиљерије 1755. године, где је предавао курсеве из математике и механике како би подржао усвајање балистичких теорија Бенџамина Робинса и Леонарда Ојлера у Пијемонтској војсци. У том својству, Лагранж је био први који је предавао рачун у инжењерској школи. Према речима Алесандра Папачина Дантонија, војног команданта академије и познатог теоретичара артиљерије, Лагранж се, нажалост, показао као проблематичан професор са својим заборавним стилом предавања, апстрактним резоновањем и нестрпљењем према примени у артиљерији и фортификационим инжењерству. У овој академији један од његових ученика био је Франсоа Давије.

#### Варијациони рачун
Лагранж је један од оснивача варијационог рачуна. Почевши од 1754. радио је на проблему таутохрона, откривајући метод максимизирања и минимизирања функционалности на начин сличан проналажењу екстрема функција. Лагранж је написао неколико писама Леонарду Ојлеру између 1754. и 1756. описујући своје резултате. Он је изложио свој „δ-алгоритам“, који је довео до Ојлер–Лагранжових једначина варијационог рачуна и значајно поједноставио Ојлерову ранију анализу. Лагранж је такође применио своје идеје на проблеме класичне механике, генерализујући резултате Ојлера и Мопертија.
Ојлер је био веома импресиониран Лагранжовим резултатима. Наведено је да је „са карактеристичном љубазношћу одбацио рад који је претходно написао, а који је покривао неке од истих основа, како би млади Италијан имао времена да заврши свој посао и стекне заслуге за неоспорни проналазак новог рачуна“ ; међутим, овај витешки став је оспораван. Лагранж је објавио свој метод у два мемоара Торинског друштва 1762. и 1773. године.

#### Miscellanea Taurinensia
Године 1758, уз помоћ својих ученика (углавном са Давијетом), Лагранж је основао друштво, које је касније инкорпорирано као Туринска академија наука, а већина његових раних списа налази се у пет томова његових трансакција, обично позната као Miscellanea Taurinensia. Многи од њих су разрађени радови. Први том садржи рад о теорији ширења звука; у њему он указује на грешку коју је направио Њутн, добија општу диференцијалну једначину за кретање и интегрише је за праволинијско кретање. Овај том такође садржи комплетно решење проблема струне која вибрира попречно; у овом раду он указује на недостатак уопштености у решењима која су претходно дали Брук Тејлор, д'Аламбер и Ојлер и долази до закључка да је облик криве у било ком тренутку t дат једначином {\displaystyle y=a\sin(mx)\sin(nt)\,}. Чланак се завршава мајсторском дискусијом о одјецима, тактовима и сложеним звуковима. Остали чланци у овој књизи су о понављајућим серијама, вероватноћама и калкулусу варијација.
Други том садржи дугачак рад који садржи резултате неколико радова у првом тому о теорији и нотацији рачуна варијација; и он илуструје његову употребу извођењем принципа најмање акције и решавањем различитих проблема у динамици.
Трећи том укључује решење неколико динамичких проблема помоћу варијационог рачуна; неке радове из интегралног рачуна; решење Фермаовог проблема: за дати цео број n који није савршен квадрат, пронаћи број x такав да је nx2 + 1 савршен квадрат; и опште диференцијалне једначине кретања за три тела која се крећу под њиховим међусобним привлачењем.